# Regular Show
Regular Show är en amerikansk animerad TV-serie skapad av JG Quintel för Cartoon Network. Serien kretsar kring två vänner, en blåskrika som heter Mordecai och en tvättbjörn som heter Rigby, båda anställda som medhjälpare i en park. Deras försök att undvika jobb leder ofta till surrealistiska äventyr som antingen är överdrivna eller övernaturliga. Showens ledmotiv "Det är allt annat än", anspelar på detta. Serien är producerad av Cartoon Network Studios. Även om serien inte sänder på Cartoon Networks Adult Swim-blocket, och har fått betyget TV-PG, anses den vara mer en vuxenserie än en tecknad serie för barn.

## Rollfigurer

### Huvudfigurer
- Mordecai är en ung blåskrika med spirande känsla för ansvar, anständighet och sin egen dödlighet. Men det betyder inte att han inte gillar att ha lite roligt då och då - riktigt roligt. Hans svenska röst görs av Freddy Åsblom.
- Rigby är en ung tvättbjörn som är precis så orädd och fräck som man är när man är totalt omogen. Han är som en okontrollerbar tonåring utan några som helst begränsningar. Hans  svenska röst görs av Viktor Åkerblom Nilsson.

### Återkommande figurer
- Benson är en levande tuggummimaskin, och chef för parken, arbetsgivare åt Mordecai och Rigby, som arbetar för Pops. Mordecai och Rigby gör ofta Benson upprörd på grund av sitt busande, och som chef han har begränsat förtroende för dem. Han är en ansvarsfull och hårt arbetande medarbetare. Hans svenska röst görs av Jonas Kruse.
- Pops är en naiv man som nästan alltid är på glatt humör. Pops arbetar med Benson som parkchef. Trots att han är en äldre man, är Pops väldigt barnslig och naiv. Hans svenska röst görs av Christian Fex.
- Skips är hjälpsam yeti som tydligen är mycket äldre än han verkar. Han kan varken gå eller springa, men han är både klok och stark och kan laga nästan allt som Mordecai och Rigby har sönder. Hans svenska röst görs av Johan Jern.
- Muskelknutten är en grabbig drummel som alltid sårar folk. Hans beteende är ganska oberäkneligt och omoget. Muskelknutten tror sig vara macho och överlägsen mot alla, är ständigt respektlös mot Mordecai och Rigby och hänvisar till dem som "damer". Hans riktiga namn är Mitch Sorenstein. Hans Svenska röst görs av Anton Olofsson Raeder.
- High five-spöket är ett spöke med en hand på huvudet. High-five-spöket är bästis med Muskelknutten. Han talar sällan.
- Margaret är en rödhake som arbetar på ett lokalt kafé. Hon är snäll och respektfull mot både Mordecai och Rigby, och är medveten om att Mordecai är förälskad i henne.
- Eileen är en blyg och försagd mullvad. Hon arbetar också på det lokala kaféet tillsammans med Margaret. Hon är förälskad i Rigby, men han tycker att hon är irriterande. Hennes svenska röst görs av Charlotte Ardai Jennefors.

## Avsnitt

### Pilotavsnitt
1. Regular Show

### Säsong 1
1. The Power / Just Set Up the Chairs
2. Caffeinated Concert Tickets / Rigby's Body
3. Free Cake / The Unicorns Have Got to Go
4. Death Punchies / Don
5. Meat Your Maker / Prank Callers
6. Grilled Cheese Deluxe / Mordecai and the Rigbys

### Säsong 2
1. Ello Gov'nor / It's Time
2. Appreciation Day / Peeps
3. Dizzy / 'My Mom
4. High Score / Rage Against the TV
5. Party Pete / Brain Eraser
6. Benson Be Gone / But I Have a Receipt
7. This Is My Jam / Muscle Woman
8. Temp Check / Jinx
9. See You There / Do Me a solid
10. Grave Sights / Realy Real Wrestling
11. Over the Top / The Night Owl
12. A Bunch of Baby Ducks / More Smarter
13. First Day / Go Viral
14. Skunked / Karaoke Video

### Säsong 3
1. Stick Hockey / Bet to Be Blonde
2. Skips Strikes / Camping Can Be Cool
3. Terror Tales of the Park
4. Slam Dunk / Cool Bikes
5. House Rules / Rap It Up
6. Cruisin / Under the Hood
7. Weekend at Benson's / Fortune Cookie
8. Think Positive / Skips vs. Technology
9. Butt Dial / Eggscellent
10. Gut Model / Video Game Wizards
11. Big Winner / The Best Burger in the World
12. Replaced / Trash Boat
13. Yes Dude Yes / Busted Cart
14. Dead at Eight / Access Denied
15. Muscle Mentor / Trucker Hall of Fame
16. Out of Commission / Fancy Restaurant
17. Diary / The Best VHS in the World
18. Prankless / Death Bear
19. Fuzzy Dice / Sugar Rush
20. Bad Kiss / Fists of Justice

### Säsong 4
1. Exit 9B
2. Terror Tales of the Park II
3. Starter Pack / Pie Contest
4. 150 Piece Kit / Bald Spot
5. Guy's Night / One Pull Up
6. The Christmas Special
7. TGI Tuesday / Firework Run
8. The Longest Weekend / Sandwich of Death
9. Ace Balthazar Lives / Do or Diaper
10. Quips / Caveman
11. That's My Television / A Bunch of Full Grown Geese
12. Fool Me Twice / Limousine Lunchtime
13. Picking Up Margaret / K.I.L.I.T. Radio
14. Carter and Briggs / Skips' Stress
15. Cool Cubed / Trailer Trashed
16. Meteor Moves / Family BBQ
17. The Last LaserDisc Player / Country Club
18. Blind Trust / World's Best Boss
19. Last Meal / Sleep Fighter
20. Party Re-Pete / Steak Me Amadeus

### Säsong 5
1. Laundry Woes / Sliver Dude
2. Benson's Car / Every Meat Burritos
3. Wall Buddy / A Skips in Time
4. Survival Skills / Tants
5. Terror Tales of the Park III
6. Bank Shot / Power Tower
7. The Thanksgiving Special
8. The Heart of a Stuntman / New Year's Kiss
9. Dodge This / Portable Toilet
10. The Postcard / Rigby in the Sky with Burrito
11. Journey to the Bottom of the Crash Pit / Saving Time
12. Skips' Story
13. Guitar of Rock / Return of Mordecai and the Rigbys
14. Bad Portrait / Video 101
15. I Like You Hi / Play Date
16. Expert or Liar / Catching the Wave
17. Gold Watch / Paint Job
18. Take the Cake / Skips in the Saddle
19. Thomas Fights Back / Bachelor Party! Zingo!!
20. Tent Trouble / Real Date

### Säsong 6
En sjätte säsong tillkännagavs den 29 augusti 2013.

### Säsong 7
En sjunde säsong tillkännagavs den 25 juli 2014.